# Drapelul Bhutanului

Proporția steagului este 2:3

Drapelul național al Bhutanului constă dintr-un dragon alb suprapus peste un fundal galben și portocaliu. Drapelul este divizat diagonal din colțul din stânga jos, privind dinspre catarg, înspre colțul opus, alcătuind două tringhiuri deptunghice identice, dar aranjate antisimetric. Triunghiul aflat în partea de sus a diagonalei este galben, iar celălalt este portocaliu. Dragonul este centrat de-a lungul liniei de diviziune a triunghiurilor, având capul ușor întors înspre privitor. Acest drapel a fost folosit, cu modificări minore, din secolul al 19-lea. Varianta actuală este utilizată din 1960.
Dragonul descris de drapel, numit Druk sau Dragonul Tunet, reprezintă numele local din tibetană pentru un anumit dragon, semnificând pentru numele Bhutan, ceea ce reprezintă, Țara (Pământul) Dragonului. Ghearele celor patru labe ale dragonului sunt încleștate pe patru giuvaeruri, care sunt simbolul bogăției. Culoarea galben semnifică monarhia seculară, iar culoarea portocaliu semnifică religia budistă.
Steagul Bhutanului este unul din rarele steaguri care utilizează culoarea portocaliu și doar unul din cele două drapele naționale (alături de drapelul Țării Galilor) care înfățișează un dragon.